# Небеса

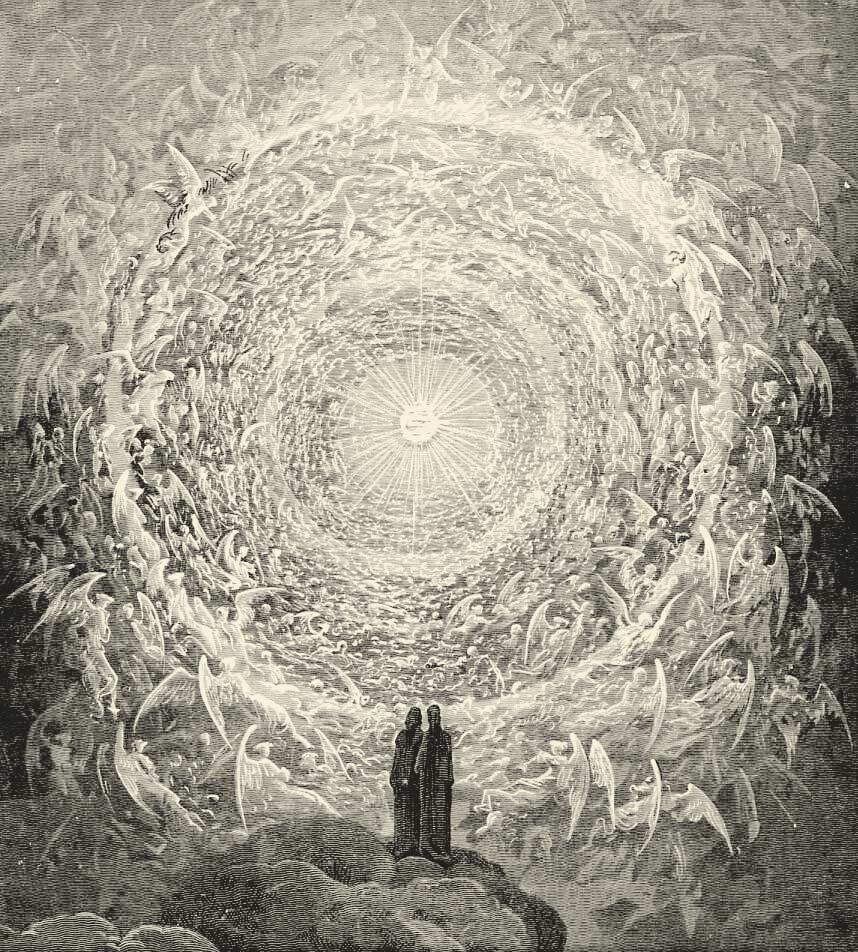
Иллюстрация французского художника Гюстава Доре́ (XIX век) к «Божественной комедии» Данте (1306—1321)

Небеса́ (мн. ч. от ед. ч. не́бо) — обычное религиозное космологическое или сверхъестественное место, где живут такие существа, как божества, ангелы, души, святые или почитаемые предки. Согласно верованиям некоторых религий, существа Небес могут спуститься на Землю или воплотиться, а земные существа могут подняться на Небеса в загробной жизни или, в исключительных случаях, вознестись на Небеса.
Небеса часто описывают как «высшее место», святое место, рай, в отличие от ада или подземного мира или «низших мест», и универсально или условно доступное для земных существ в соответствии с различными стандартами божественности, добра, благочестия, веры или других добродетелей или правильных убеждений или просто божьей воли. Некоторые верят в возможность появления небес на Земле в «мире, который придёт».
Другая вера заключается в ось мира или мировое дерево, которое соединяет небеса, земной мир и подземный мир. В индийских религиях небесами считаются Сварга, и душа снова подвергается возрождению в различных формах жизни в соответствии с её «кармой». Этот цикл может быть прерван после того, как душа достигнет мокши или Нирваны. Любое место существования, будь то люди, души или божества, за пределами ощутимого мира (небес, ада или другого) называется загробным миром.
В авраамских верованиях христианства, ислама и некоторых школах иудаизма, а также Зороастризма, небеса — царство жизни после смерти, где хорошие поступки в предыдущей жизни вознаграждаются вечностью (ад — место, где плохое поведение наказывается).

## Правописание
В русском языке слово пишется с заглавной буквы в случае, если речь идёт о религиозном представлении, и с маленькой — когда говорится о небе как воздушном пространстве.

## В религиях

### В иудаизме
Всегда в дуальной форме «небеса́» (ивр. שמים‎ от никогда не употребляемой формы слова שמה‎, то есть «возвышенное место») — в еврейских представлениях означает, главным образом, верхнюю часть вселенной, в противоположность земле (Быт. 1:1); вверху помещены солнце, луна и звёзды (Быт. 1:17). Оно распростёрто, подобно пологу (Ис. 40:22), поддерживаемому колоннами (Иов. 26:11). На небе пребывает сам Господь и наблюдает за обитателями земли (Пс. 33:13, 14), хотя в то же время небеса и небеса небес не в состоянии вместить Его в себе (Ис. 66:1; 3Цар. 8:27). Здесь же местопребывание ангелов (Быт. 21:17; 22:11; 28:12).
И дождь, и град, и молния падают с неба (Быт. 8:2; 19:24; Исх. 9:23; Втор. 11:11; Иов. 38:37).

#### Небеса как синоним Бога
Бог является по преимуществу «владыкой неба и земли», «Бог неба и земли» (Быт. 24, 3), то есть «высшего и низшего миров» (Быт. 14:19), почему его и называют «Господом воинств (небесных)» (3Цар. 22:19). Естественно, что, молясь, простирают руки к небу. Неемия (Нех. 1:4 и сл., 2:4) говорит: «Молился перед Богом Небес».
Во время персидского владычества имя «Бога Небес» встречается довольно часто в письменности (Езд. 1:2; 6:9; 7:21; Нех. 2:20; Дан. 2:19, 37; 4:34 и др.).
Из-за того что небо является местом, куда направляются молитвы, где судьбы людей получают свои определения, это слово стало равнозначащим слову Бог (например, выражение «небеса решили» (מן השמים‎).
В талмудической письменности слово «небеса» (שמים без атрибута) всегда служило символом Бога, назвать которого вообще избегали. Отсюда и следуют выражение «боязнь неба» (מורא שמים‎ или יראת שמים‎) ; «имя неба» (שם שמים‎) и «царство небесное» (מלכות שמים‎). Последнее равносильно «царству Божию», в этом смысле есть другое выражение «принять иго небесного царствия» (קבל עול מלכות שמים‎), то есть торжественное признание Бога единственным царём и правителем мира; оно употребляется в смысле противоположности мирских держав единоличному царствию Господа Бога на земле.

#### Многие небеса
По-видимому, представление о многих небесах было очень распространено среди евреев (Втор. 10:14; 3Цар. 22:19; Пс. 148:4), а талмудическая и апокрифическая письменности говорят о семи или о десяти небесах. Рай помещается либо на третьем из семи небес, либо на седьмом из десяти, а в нём «сокровищницы жизни и праведности души».

### В христианстве
Кроме атмосферы под словом небо разумеются так называемые Небеса небес, — невидимый, невещественный мир, может быть то самое третье небо, о котором упоминает ап. Павел (2Кор. 12:2). Там, на небесной высоте находится особое святое место Божия вездеприсутствия; там Его престол, там Он ходит по небесному кругу (Иов. 22:14); там особенно присутствует Иисус Христос (Деян. 3:21), там и Дух Божий являет Свою всепроникающую силу от семи огненных светильников, горящих перед Божиим престолом (Отк. 4:5). Эти небеса — местопребывание ангелов всех чинов. Там, в месте успокоения, обретаются духи праведников, достигших совершенства (Евр. 12:23). Эти небеса называются также лоном Авраамовым и раем. Священное Писание повествует о небесных обителях, о небесном отечестве, о небесном граде Иерусалиме. Небеса описываются как бы имеющими свой град, свой храм, многих своих обитателей, свои венцы славы и свои источники освежения. Христианство вещает с этого неба, Иисус Христос приходил на землю, туда Он вознёсся и оттуда должен снова прийти судить живых и мёртвых.
Христианский рай — обитель праведных душ после телесной смерти или конца мира; посмертное место воздаяния праведников и прародина человечества. В переносном смысле — совершенное состояние блаженства. Традиционное местоположение рая — Небеса, хотя существует представление о Земном Рае (Эдем). Часто противопоставляется аду.

### Место жизни после смерти
В некоторых религиях Небеса представляются как место для жизни после смерти, речь обычно идёт о бессмертной душе. Небеса обычно описываются как место для счастья, иногда — для вечного счастья, блаженства.

## В искусстве
Одним из распространённых способов художественного изображения небес являются картины на тему «Все святые». Самым ранним примером такого изображения является сакраментарий X века, теперь хранящийся в библиотеке Гёттингенского университета, изображающий по центру Агнца, а вокруг него — ряды поклоняющихся ему святых и ангелов.
К XIV веку данный сюжет подвергается изменениям: центрального Агнца вытесняют Троица и Бог в облике папы; и на престоле Бога появляется Дева Мария.